# 리원선
리원선(利原線)은 리원철산역과 차호역을 연결하는, 조선민주주의인민공화국의 철도노선이다. 본래는 리원철산역과 라흥역 구간의 철산선(鐵山線)과 증산역과 차호역 구간의 차호선(遮湖線)으로 분리되어 있었고, 두 노선은 1929년 9월 20일 북청선의 개통일과 같은 날에 개통되었다. 이들 두 노선이 통합된 이후부터 라흥역과 증산역 구간은 평라선과 공용으로 되어 있다.

## 노선 정보
- 구간과 거리 : 리원철산역—차호역 11.2km
- 역 수 : 4개(양단역 포함)
- 궤도 간격 : 1435mm(표준궤)
- 전철화 구간 : 라흥역—증산역 3.3km(직류 3000V)
- 복선 구간 : 없음

## 역 목록
- 리원철산역(利原鐵山驛)
- 라흥역(羅興驛)
- 증산역(曾山驛)
- 차호역(遮湖驛)